# Takumi Minamino
Takumi Minamino (南野 拓実 Minamino Takumi?), född 16 januari 1995, är en japansk fotbollsspelare som spelar för AS Monaco i Ligue 1.

## Klubbkarriär
Den 1 februari 2021 lånades Minamino ut av Liverpool till Southampton på ett låneavtal över resten av säsongen 2020/2021.
I juni 2022 skrev Minamino på ett fyraårskontrakt med franska AS Monaco. Affären gick upp mot cirka 160 miljoner SEK exklusive eventuella tilläggsavgifter.

## Landslagskarriär
Minamino debuterade för Japans landslag den 13 oktober 2015 i en 1–1-match mot Iran. I augusti 2016 blev han uttagen i Japans trupp till fotbolls-OS 2016. I november 2022 blev Minamino uttagen i Japans trupp till VM 2022.

## Meriter

### Liverpool
- FA-cupen: 2022
- Engelska Ligacupen: 2022